# Tuzantán
Tuzantán è un comune del Messico, situato nello stato di Chiapas.